# 13560 Ла Перуз
13560 Ла Перуз (13560 La Perouse) — астероїд головного поясу, відкритий 2 вересня 1992 року.
Тіссеранів параметр щодо Юпітера — 3,212.